# Eremobates coahuilanus
Espèce
Eremobates coahuilanus est une espèce de solifuges de la famille des Eremobatidae.

## Distribution
Cette espèce est endémique du Coahuila au Mexique,.

## Description
Le mâle holotype mesure 31,0 mm.

## Étymologie
Son nom d'espèce lui a été donné en référence au lieu de sa découverte, le Coahuila.

## Publication originale
- Muma, 1986 : New species and records of Solpugidae (Arachnida) from Mexico, Central America, and the West Indies. Novitates Arthropodae, vol. 2, no 3, p. 1-31 (texte intégral).